# Árpád Bella

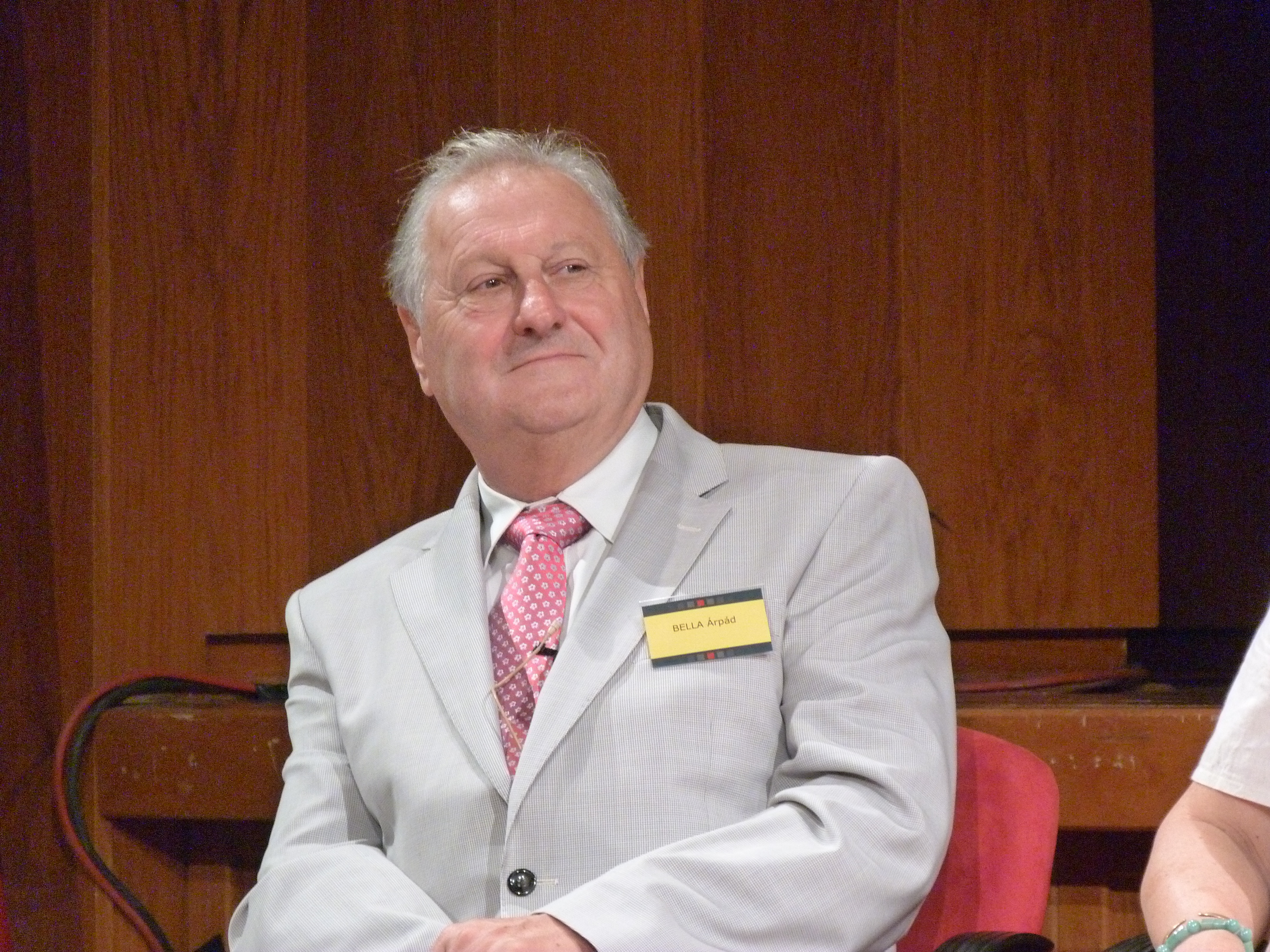
Árpád Bella 2014

Árpád Bella (* 1946 in Sopron) war der leitende Grenzoffizier nahe der ungarischen Stadt Sopron, der im Jahr 1989 über 600 DDR-Bürgern beim Paneuropäischen Picknick die Flucht nach Österreich ermöglichte.

## Leben und Wirken
Árpád Bella absolvierte ab 1965 die Militärschule. 1979 wurde er Stellvertretender Kommandeur der Grenzwache der Region Sopron.
Am 19. August 1989 diente er als Oberstleutnant an der „wie im Krieg an der Front“ ausgebauten Grenze zu Österreich. Angekündigt war für diesen Tag eine Delegation zum Paneuropäischen Picknick, die die Grenze in seinem Bereich überschreiten sollte. Stattdessen sahen er und seine Kollegen eine Menschenmenge auf die Grenze zukommen, die offensichtlich nicht die angekündigte Delegation war. Da nach einer internen Dienstanweisung ein Schusswaffengebrauch nur noch im Falle der Gefahr für das eigene Leben erfolgen sollte, befahl Bella seinen Kollegen, die Personen die Grenze durch ein aufgebrochenes Tor passieren zu lassen. Im Laufe des gesamten Nachmittags wurde damit über 600 DDR-Bürgern der Übertritt der Grenze nach Österreich ermöglicht.
Für seine Anweisung erhielt Bella zunächst eine schwere Rüge, es wurde ein Untersuchungsverfahren eingeleitet. Vielen Offizierskollegen galt er fortan als Verräter. Nach der wenig später erfolgten Demokratisierung Ungarns erhielt er jedoch in den Folgejahren diverse Ehrungen für sein Handeln.
Bella wurde im Jahr 1998 in den Ruhestand versetzt. 1999 wurde er mit dem Verdienstorden der Republik Ungarn ausgezeichnet. Am 22. Februar 2011 wurde Bella das Verdienstkreuz am Bande des Verdienstordens der Bundesrepublik Deutschland verliehen.
Árpád Bella ist verwitwet und Vater von zwei Töchtern.

## Rezeption in den Medien
- Gyula Kurucz (Hrsg.): Das Tor zur deutschen Einheit. Grenzdurchbruch Sopron 19. August 1989. edition q im Quintessenz-Verlag, Berlin 2000, ISBN 3-86124-529-9. Mit einem Beitrag von Árpád Bella.
- Sylvia Nagel: Dokumentation aus der Reihe Als der Ostblock Geschichte wurde. ARTE vom 19. Mai 2009. Trailer